# 薄以盛
薄 以盛（すすき もちもり、生没年不詳）は、室町時代の公卿。従三位・橘以基の子。橘氏長者。

## 経歴
- 宝徳3年（1451年） - 宮内卿（正四位下、元・修理大夫）。
- 宝徳4年（1452年） 正月5日：従三位、元宮内卿[1]
- 康正3年（1457年） 正月5日：正三位
- 応仁2年（1468年） 10月28日：譲氏長者。日付不詳：出家

## 系譜
- 父：橘以基 - 従三位、左馬頭
- 生母不詳の子女
  - 男子：薄以量 - 従三位、刑部卿
  - 女子：久我通博妾